# Ligne 29 (Infrabel)
La ligne 29 est une ligne de chemin de fer (en partie fermée) reliant Aarschot à Tilbourg via Herentals Turnhout et Baerle-Nassau. Seule la partie située en Belgique est dénommée Ligne 29.
Seule la section Wolfstee - Herentals - Turnhout est actuellement utilisée. Les sections Aarschot - Wolfstee et Turnhout - Tilbourg-Université (nl) ont toutes deux été démontées et transformées en piste cyclable. La section Wolfstee (Y Canal Albert) – Herentals – Y Kruisberg est administrativement rattachée à la ligne 15 Anvers-Berchem – Lierre – Mol – Hasselt.

## Histoire
La ligne de Lierre à Turnhout via Herentals est mise en service le 23 avril 1855 par la Société anonyme du chemin de fer de Turnhout, qui en confie immédiatement l'exploitation à la Société anonyme des chemins de fer d'Anvers à Rotterdam qui est intégrée au Grand Central Belge en 1863. En 1864, cette compagnie décida de construire la section de ligne entre Tilbourg et Turnhout, qui fut inaugurée le 1er octobre 1867.
La section de Lierre à Herentals fait aujourd'hui partie de la ligne 15, tandis que la ligne de Herentals à la frontière hollandaise est désignée ligne 29, de concert avec la ligne d'Aarschot à Herentals, construite en 1863 par Société anonyme des chemins de fer du Nord de la Belgique, juste avant son intégration au Grand Central Belge.
En 1898, la partie hollandaise de la ligne devint la propriété des Staatsspoorwegen (chemins de fer de l’État). Ceux-ci étaient désireux d'aménager la ligne pour assurer la liaison Paris - Amsterdam via Turnhout et Tilbourg, qui était l'itinéraire le plus direct. En 1900, les Staatsspoorwegen réalisent une ligne annexe entre Riel et Goirle. Cette ligne permettait de desservir les usines textiles de Goirle. En 1906, la gare ferroviaire de Weelde / Baarle - Nassau Grens est mise en service. On y trouvait un bâtiment de gare de 167 m de long (conçu par l'architecte George Willem van Heukelom) des hangars douaniers des côtés belges et néerlandais, une remise à locomotives, une plaque tournante, des installations pour le ravitaillement des locomotives et divers postes de signalisation. Il y avait une gare de triage des deux côtés de la frontière (comportant 24 voies). Divers logements ont également été construits pour le personnel des chemins de fer et des douanes. Autour de ces installations[réf. nécessaire] se développera progressivement une véritable communauté urbaine.
Durant l'occupation allemande de la Belgique pendant la Première Guerre mondiale, la frontière entre la Belgique et les Pays-Bas est fermée ; les trains ne franchiront plus la frontière avant 1918. En Belgique, lors de la construction du canal Albert (en 1930), la portion de ligne entre Schravenhage et Herentals a vu son tracé modifié et déplacé vers l'ouest. Entre Herentals et Tilbourg[réf. nécessaire], le trafic des trains de voyageurs prend fin en 1934, à cause de la concurrence des autobus. Durant la Seconde Guerre mondiale, les Allemands font fermer et démonter la ligne vers Goirle.
Aux alentours de Tilbourg, un nouveau tracé dut être réalisé en 1958 car la ligne de chemin de fer Breda - Eindhoven fut surhaussée et que la bifurcation à Tilbourg avec la ligne 29 n'était plus possible. Pour cette raison, un détour a été construit, contournant Tilbourg par l'ouest et se raccordant quelques kilomètres plus loin à la ligne de chemin de fer Breda - Tilbourg. En 1959, le bâtiment de la gare de Baarle-Nassau Grens était devenu largement surdimensionné ; une grande partie de ce bâtiment fut démolie. Le trafic des marchandises se limitait alors à deux dessertes par jour. Le dernier commercial roula le 1er juin 1973.
En 1974, un an après la fermeture de la ligne Turnhout-Tilbourg, la fondation Stichting Stoomtrein Tilbourg-Turnhout fut créée qui y fit rouler des trains touristiques jusqu'en 1982. Après la faillite de cette association en 1984, la ligne de chemin de fer a été démontée du côté hollandais. En Belgique, cette ligne ferme progressivement au trafic des voyageurs et des marchandises[Quand ?]. Elle rouvre cependant aux voyageurs entre Herentals et Turnhout[Quand ?] ; cette portion est la seule à être encore utilisée. Le poste de signalisation de la gare de Turnhout ferme en 2009, il est désormais reporté à Herentals.

## Caractéristiques

### Ligne
La ligne possède ou possédait plusieurs connexions aux autres lignes : Triangle d'Aarschot : Ligne 16 entre Y Nazareth et Y Δ Aarschot-est , Ligne 16/1 entre Y Δ Aarschot-sud et Y Δ Aarschot-nord ; Y Wolfstee : Ligne industrielle 207 entre Y Wolfstee et Zittaart ; Y Albertkanaal : Ligne 15 entre Y Drabstraat et Y Zonhoven ; Y Kruisberg : Ligne 15 entre Y Drabstraat et Y Zonhoven ; Tilbourg-Ouest, aujourd'hui Tilbourg-Université (Tilburg Universiteit): Ligne Breda - Eindhoven ; Tilbourg : Ligne Breda - Eindhoven, Ligne Tilbourg - Nimègue.

## Exploitation
Cette ligne est parcourue par les trains suivants : IC 11 Binche – Turnhout (en semaine) ; IC 30 Anvers-Central – Turnhout ; ICT 6710 Turnhout – Blankenberge (en juillet-août uniquement le week-en).

## Projet
Une réouverture de la section située entre Herentals et Aarschot est envisagée, peut-être vers 2030. Le plan Vlaamse spoorstrategie  de 2013 inclut la réalisation d'une liaison ferroviaire Louvain-Aarschot-Herentals-Turnhout, comprenant une réouverture de la ligne 29 entre Herentals et Aarschot. Cependant, la SNCB n’a aucun projet dans cet ordre d'idées.

## Reconversion de la ligne
En 1989, une piste cyclable a été aménagée sur l'assiette de la ligne entre Tilbourg (Oude Warande) et Turnhout. Certaines parties de la ligne ont cédé la place à des bâtiments, ce qui rompt la continuité de la piste cyclable. La ligne entre Aarschot et Herentals a également été transformée en une piste cyclable : la route Campine-Hageland. Dans les années 1980, la piste a été asphaltée, c'est une route populaire pour les navetteurs à vélo et les promeneurs. [réf. nécessaire]

Vue de sites reconvertis
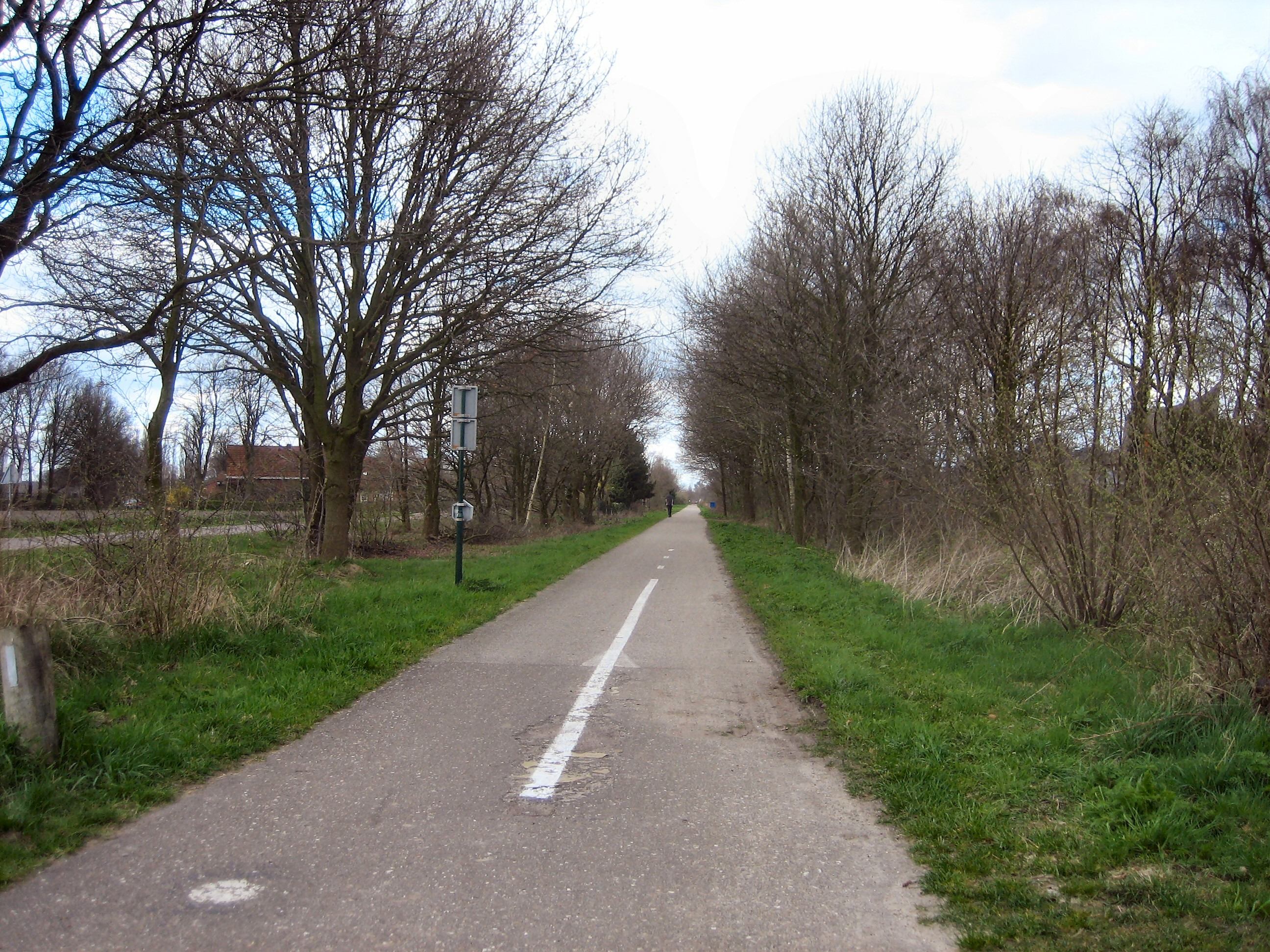
Au sud de Baarle-Nassau, piste cylcable.
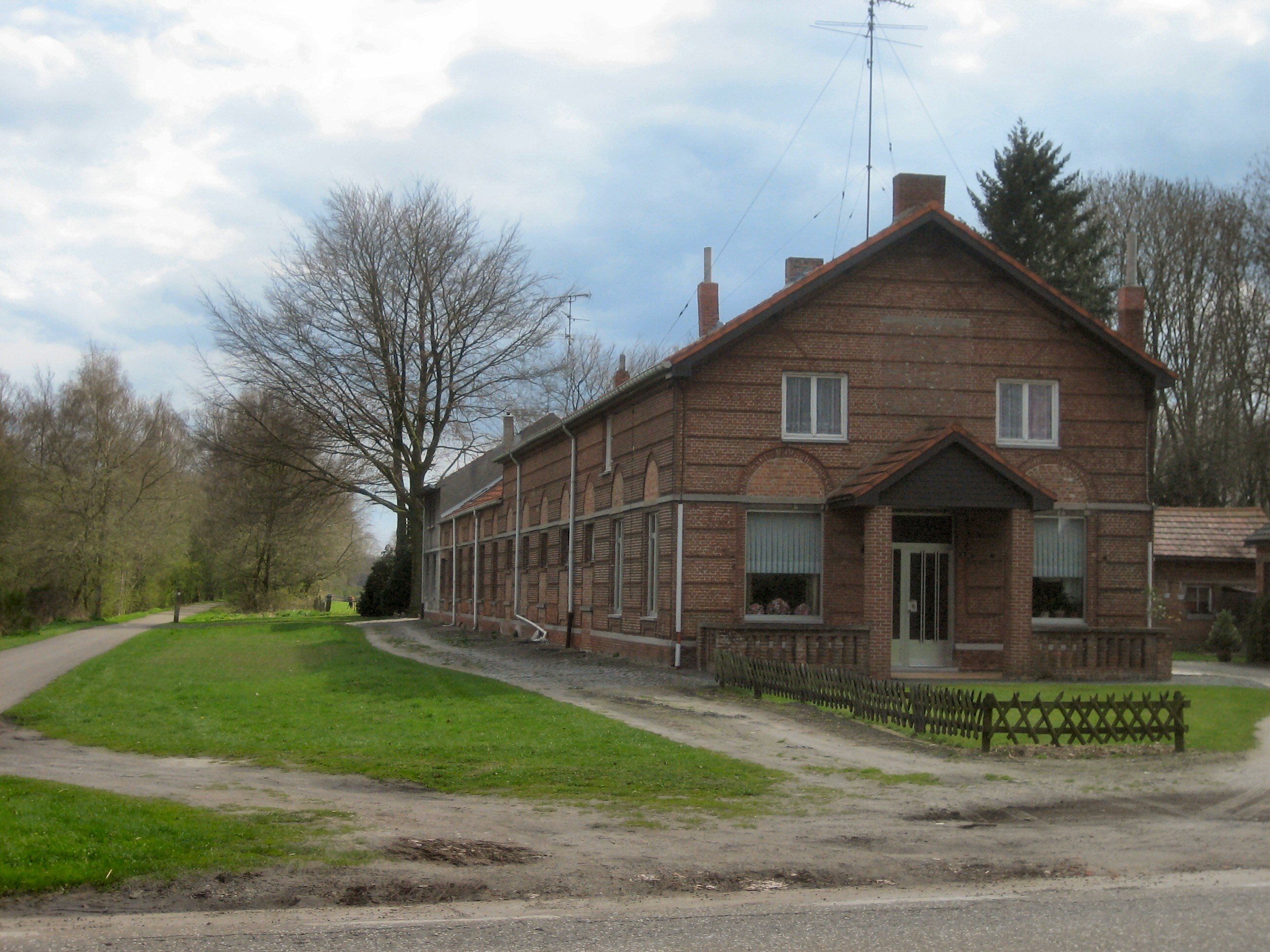
Station de Weelde.
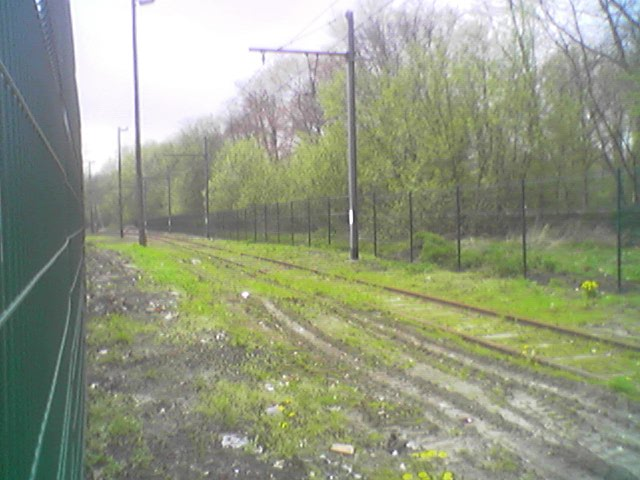
Entre Turnhout et Weelde.
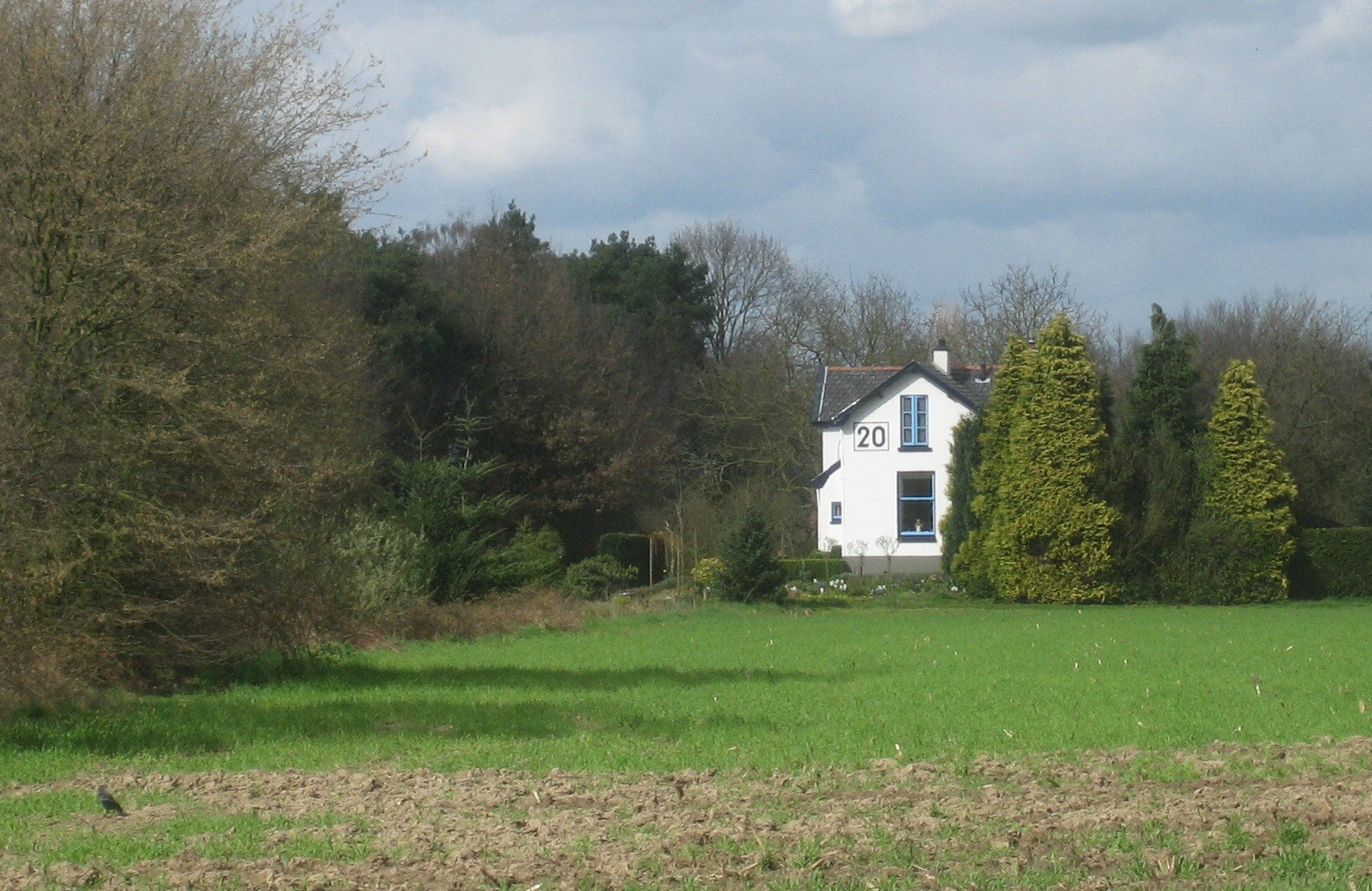
Maison du gardien à Baerle-Nassau.